# Homalomena producta
Homalomena producta är en kallaväxtart som beskrevs av Alistair Hay. Homalomena producta ingår i släktet Homalomena och familjen kallaväxter. Inga underarter finns listade.